# Kirch Mulsow
 (août 2015).
Si vous disposez d'ouvrages ou d'articles de référence ou si vous connaissez des sites web de qualité traitant du thème abordé ici, merci de compléter l'article en donnant les références utiles à sa vérifiabilité et en les liant à la section « Notes et références ».
Kirch Mulsow est une ancienne municipalité allemande du land de Mecklembourg-Poméranie-Occidentale et l'arrondissement de Rostock.